# Bhakti Yadav
Bhakti Yadav (Mahidpur, 3 de abril de 1926 - Indore, 14 de agosto de 2017) fue una médica india.
La primera bachiller en medicina de Indore, India y fue reconocida con uno de los más altos honores civiles de ese país, el premio Padma Shri. Además se la recuerda por ofrecer tratamientos gratuitos desde 1948.

## Ámbito laboral
Ella rechazó una oferta laboral del gobierno para trabajar en el hogar maternal Nandalal Bhandari, y en su lugar atendió a las esposas de los trabajadores pobres del molino. Junto a su esposo, el docotor CS Yadav (que posteriormente falleció) fundó el Hogar de Ancianos Vatsalya en su residencia, que ha continuado durante 36 años.